# Francisco Maceo Osorio
Francisco Maceo Osorio (Bayamo, Oriente, Cuba, 26 de marzo de 1828–Los Horneros, Oriente, Cuba, 16 de noviembre de 1873) fue un abogado, periodista y militar cubano del siglo XIX.

## Orígenes y primeros años
Francisco Maceo Osorio nació en la ciudad de Bayamo, Oriente, Cuba, en 1828. La fecha exacta es motivo de controversia: 26 de marzo o 4 de octubre, siendo la más aceptada la primera. 
Hijo del farmacéutico Pedro Manuel Maceo Infante y su esposa, Luisa Osorio Ramírez, procedía de una familia acomodada. Recibió una educación religiosa en Cuba y se graduó en la Universidad de Barcelona como Bachiller en Leyes y en la de Madrid como Licenciado en Legislación y Jurisprudencia. 
Se desempeñó como juez en su ciudad natal durante la década de 1860, relacionándose con hombres como Perucho Figueredo, Francisco Vicente Aguilera y Carlos Manuel de Céspedes, todos ellos masones y grandes conspiradores a favor de la independencia de Cuba. 

## Guerra de los Diez Años y muerte
El 10 de octubre de 1868 estalló la Guerra de los Diez Años (1868-1878), primera guerra por la independencia de Cuba. 
Maceo Osorio estuvo entre los principales iniciadores de esta guerra junto a los personajes anteriormente mencionados, quienes eran sus amigos personales y hermanos masones. 
Nombrado Mayor general, Maceo Osorio participó en varias acciones militares en los primeros años de la guerra. 
Gravemente enfermo, solicitó a su amigo, el presidente de la República de Cuba en Armas, Carlos Manuel de Céspedes, permiso para salir al extranjero y poder recuperarse. Céspedes le negó el permiso, lo cual provocó la ruptura de la amistad y el surgimiento de graves rencores por parte de Maceo Osorio contra Céspedes. 
A tal punto llegaron las fricciones entre los dos hombres, que Maceo Osorio jugó un papel crucial en la destitución de Céspedes, en octubre de 1873. El colofón de la venganza de Maceo Osorio contra Céspedes fue influenciar al gobierno independentista cubano para negarle la salida al exilio al depuesto presidente. 
La enfermedad de Maceo Osorio se agravó con el paso de los días y las semanas, y acabó falleciendo en medio de unas intensas fiebres, el 16 de noviembre de 1873.
Céspedes vivió solamente unos meses más. Al no poder partir al exilio por la mala jugada de Maceo Osorio, se quedó a vivir en las montañas orientales de Cuba y fue asesinado por tropas enemigas el 27 de febrero de 1874, en San Lorenzo. 